# Mark Davies
Mark Nicholas Davies (født 18. februar 1988 i Wolverhampton, England) er en engelsk fodboldspiller, der spiller som midtbanespiller hos den engelske 1. divisions klub Bolton Wanderers. Han kom til klubben fra i januar 2009 fra Wolverhampton Wanderers i sin fødeby, og har desuden spillet på lejebasis hos Leicester City.

## Landshold
Davies har (pr. august 2009) endnu ikke optrådt for Englands A-landshold, men har tidligere optrådt på ungdomsbasis for landet.